# マーシャル諸島時間
マーシャル諸島時間（マーシャルしょとうじかん）では、マーシャル諸島にて使用されている標準時について解説する。29の環礁からなるマーシャル諸島の標準時はマーシャル諸島標準時（マーシャルしょとうひょうじゅんじ、英語: Marshall Islands Time、略号:MHT）と呼ばれており、タイムゾーンはUTC+12が採用されている。マーシャル諸島では夏時間は採用されていない。マーシャル諸島は赤道の近く、国際日付変更線のすぐ西に位置している。

## 歴史
マーシャル諸島のクェゼリン環礁はかつてUTC-12の標準時を採用していたため、24時間進んだUTC+12の標準時を採用しているマーシャル諸島の他の環礁との通信や商売に大きな問題が発生していた。これを解決するため、クェゼリン環礁は1993年8月21日を飛ばすことで、標準時を24時間進めてマーシャル諸島の他の環礁と同じUTC+12の標準時に移行し、国際日付変更線の東半球側にある国となった。

## データベースにおける取り扱い
tz databaseはマーシャル諸島に2つの区分を与えている。
| 国名コード（ISO_3166-1 | 座標        | タイムゾーン      | コメント                             | 協定世界時との差 | 夏時間 |
| ---------------------- | ----------- | ----------------- | ------------------------------------ | ---------------- | ------ |
| MH                     | +0905+16720 | Pacific/Kwajalein | クェゼリン環礁                       | UTC+12           | UTC+12 |
| MH                     | +0709+17112 | Pacific/Majuro    | マーシャル諸島（クェゼリン環礁以外） | UTC+12           | UTC+12 |